# هراگریه
هراگریه (به لاتین: Hveragerði) یک منطقهٔ مسکونی در ایسلند است که در سودورلاند واقع شده‌است. هراگریه ۹ کیلومتر مربع مساحت و ۲٬۶۵۷ نفر جمعیت دارد.

## خواهرخوانده
شهر بخش آرنهوستوی خواهرخواندهٔ هراگریه هست.